# NGC 1827
NGC 1827 est une galaxie spirale intermédiaire vue par la tranche et située dans la constellation de la Colombe. NGC 1827 a été découverte par l'astronome britannique John Herschel en 1837.

## Caractéristiques
Sa vitesse par rapport au fond diffus cosmologique est de 1 062 ± 2 km/s, ce qui correspond à une distance de Hubble de 15,7 ± 1,1 Mpc (∼51,2 millions d'al).
À ce jour, cinq mesures non basées sur le décalage vers le rouge (redshift) donnent une distance de 11,480 ± 1,352 Mpc (∼37,4 millions d'al), ce qui est légèrement à l'extérieur des valeurs de la distance de Hubble. Puisque cette galaxie est relativement rapprochée du Groupe local, il est probable que cette valeur soit plus près de la distance réelle de NGC 1827. Notons que c'est avec la valeur moyenne des mesures indépendantes, lorsqu'elles existent, que la base de données NASA/IPAC calcule le diamètre d'une galaxie.
La classe de luminosité de NGC 1792 est III-IV et elle présente une large raie HI. De plus, elle renferme des régions d'hydrogène ionisé.

## Groupe de NGC 1792
NGC 1827 est une galaxie brillante dans le domaine des rayons X et elle fait partie du groupe de NGC 1792. Ce groupe brillant dans le domaine des rayons X comprend sept galaxies. Les six autres galaxies de ce groupe sont NGC 1792, NGC 1808, ESO 305-G009, ESO 362-G011, ESO 362-G011 et ESO 362-G011. Notons que le site de Richard Powell, « Un Atlas de l'Univers », fait aussi mention du groupe de NGC 1792, mais avec seulement quatre galaxies, soit NGC 1792, NGC 1808, NGC 1827 et ESO 305-9.
Un article publié par A.M. Garcia en 1993 mentionne aussi les galaxies de ce groupe, mais sous le nom de « groupe de NGC 1808 ». Une huitième galaxie s'ajoute à la liste, ESO 305-G017. Cette galaxie ne brille pas dans le domaine des rayons X.